# Ramiheithrus virgatus
Ramiheithrus virgatus är en nattsländeart som beskrevs av Arturs Neboiss 1974. Ramiheithrus virgatus ingår i släktet Ramiheithrus och familjen Philorheithridae. Inga underarter finns listade i Catalogue of Life.